# Верона, Ева
Ева Верона (хорв. Eva Verona; 1 февраля 1905, Триест — 19 мая 1996, Загреб) — хорватский библиотекарь и учёная в области информации.

## Биография
Она родилась в Триесте (ныне Италия, тогда Австро-Венгерская империя) в 1905 году. Её раннее детство прошло в Вене, а затем она переехала в Загреб (Хорватия), где посещала гимназию. В 1928 году она окончила Загребский университет по специальности «математика и физика» и сразу же устроилась на работу в Национальную и университетскую библиотеку в Загребе. По мере продвижения своей карьеры она работала в разных отделах библиотеки. Она реорганизовала естественнонаучный раздел в систематическом каталоге, а также работала над коллекцией иностранной периодики. Она также отвечала за выбор и приобретение работ по естественным наукам, технологиям и библиотечному делу. Верона проработала в университетской библиотеке до выхода на пенсию в 1967 году. С 1968 года она была профессором в Загребском университете для студентов библиотечного дела.
Верона активно сотрудничала с библиотечным журналом Vjesnik bibliotekara Hrvatske (была главным редактором журнала с 1960 по 1965 год) и Хорватской энциклопедией, для которой она написала многочисленные работы об истории хорватских библиотек. Она также принимала участие в работе Хорватской библиотечной ассоциации.
В пятидесятые годы Верона занялась теорией алфавитных каталогов. Она опубликовала множество статей по этой теме и вскоре стала ведущим международным экспертом. В своих работах, опубликованных в «Vjesnik bibliotekara Hrvatske», «Libri» и «Library Resources and Technical Services», она сравнивала различные подходы, применяемые в отдельных зарубежных каталогах и правилах каталогизации при каталогизации анонимных произведений и корпоративных рубрик. Она также изучала историю этих методов каталогизации. Используя свой опыт, она написала «Кодекс каталогизации», опубликованный в 1970 и 1983 годах.
Комитет IFLA по каталогизации отметил вклад Вероны на своем заседании в Загребе в 1954 году. Она стала известна и принята международным библиотечным сообществом и в 1961 году сыграла важную роль в Международной конференции по принципам каталогизации в Париже.
С 1974 по 1977 год Верона была членом Консультативного комитета Международного комитета библиографического контроля и председателем Секции каталогизации IFLA. В течение этого трехлетнего периода она написала критическое исследование корпоративных заголовков, в котором сравнила использование корпоративных заголовков в различных каталогах и национальных биографиях.
Ева Верона была первым европейским библиотекарем, в 1976 году получившим премию Маргарет Манн от Американской библиотечной ассоциации, и первым человеком, получившим степень доктора философии в области библиотечного дела от Загребского университета. С 1998 года Хорватская библиотечная ассоциация вручает премию Евы Вероны за «выдающуюся преданность работе, инновационную практику и продвижение библиотечной профессии».